# Iman Abdulmajid

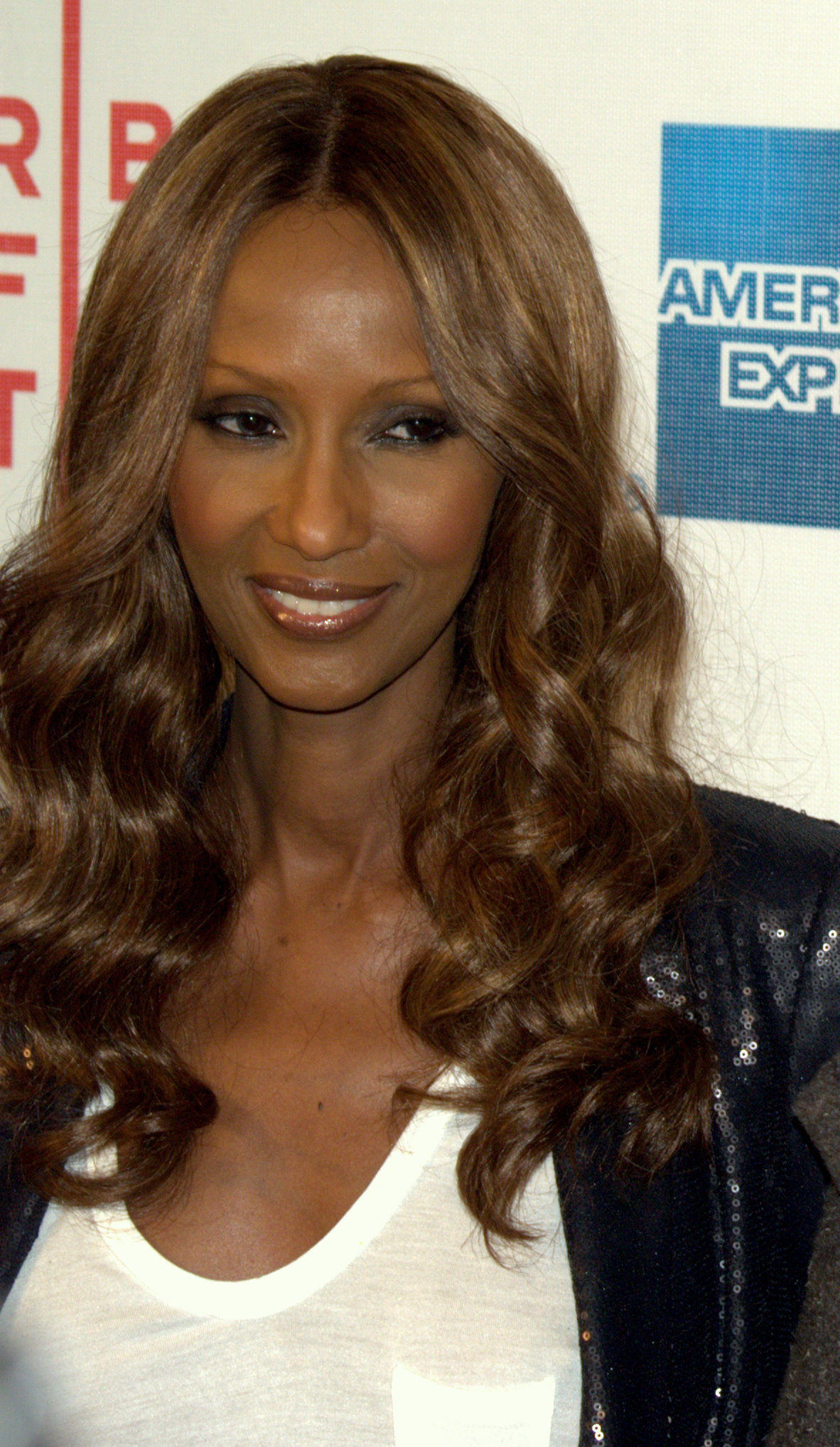
Iman 2009 beim Tribeca Film Festival

Iman Mohamed Abdulmajid (* 25. Juli 1955 in Mogadischu, Italienisches Treuhandgebiet Somalia, heute Somalia), eher bekannt nur unter ihrem Vornamen Iman, ist ein somalisches Fotomodell und Schauspielerin.

## Leben
Die Tochter eines ehemaligen somalischen Botschafters in Saudi-Arabien und einer Gynäkologin hat zwei Brüder und zwei Schwestern. Durch einen Trick der Eltern entging sie als Kind dem Schicksal der weiblichen Beschneidung. Sie wuchs fünfsprachig auf und studierte nach ihrem High-School-Abschluss in Ägypten Politikwissenschaften an der Universität von Nairobi. Dort wurde sie auf dem Campus von dem bekannten Fotografen Peter Beard entdeckt.
Ihren ersten Job als Model hatte sie 1976 für die amerikanische Ausgabe der Zeitschrift Vogue. Sie war sofort sehr erfolgreich und arbeitete für viele Modedesigner, unter anderem für Yves Saint Laurent, Versace, Calvin Klein und Donna Karan. Während ihrer 14-jährigen Tätigkeit als Fotomodell arbeitete sie auch mit bekannten Fotografen wie Helmut Newton, Richard Avedon, Irving Penn und Annie Leibovitz.
Als Schauspielerin war Iman in Miami Vice, Jenseits von Afrika, Gefährliches Dreieck, Heart of Darkness, L.A. Story, Der menschliche Faktor und No Way Out zu sehen. Im sechsten Star-Trek-Film Das unentdeckte Land spielte sie Martia, eine außerirdische Formwandlerin auf dem vereisten Strafasteroiden Rura Penthe. Außerdem wirkte sie im Musikvideo Remember the Time von Michael Jackson neben Eddie Murphy und Magic Johnson mit.
Seit 1994 betreibt sie eine eigene Kosmetiklinie (Ethnic cosmetics), die hauptsächlich auf nicht-weiße Frauen (women of color) abgestimmt ist. Außerdem vertreibt sie eine eigene Modelinie namens IMAN Global Chic im Programm des amerikanischen Fernsehkanals Home Shopping Network (HSN). Sie engagiert sich in verschiedenen Wohltätigkeitsorganisationen (u. a. Keep A Child Alive). 2001 veröffentlichte sie ihre Autobiografie I am Iman.
Am 24. April 1992 heiratete sie in Lausanne David Bowie, mit dem sie im selben Jahr nach New York City zog, wo sie bis zu seinem Tode im Jahr 2016 mit ihm zusammen lebte. Mit Bowie hat sie eine gemeinsame Tochter (* 2000). Aus ihrer ersten, 1987 geschiedenen Ehe mit dem NBA-Spieler Spencer Haywood stammt eine weitere Tochter (* 1978). 
Abdulmajid ist aktiv im Kampf für Frauen- und Mädchenrechte und setzt sich für Aufklärung und Bildung von Mädchen und deren körperliche Unversehrtheit ein.
2019 wurde sie zum ersten „Global Ambassador“ der Hilfsorganisation CARE.

## Filmografie (Auswahl)
- 1979: Der menschliche Faktor (The Human Factor) – Regie: Otto Preminger
- 1983: Gefährliches Dreieck (Exposed)
- 1985, 1988: Miami Vice (Fernsehserie, 2 Folgen)
- 1985: Jenseits von Afrika (Out of Africa)
- 1987: Nicht jetzt, Liebling (Surrender)
- 1987: No Way Out – Es gibt kein Zurück (No Way Out)
- 1991: House Party 2
- 1991: Star Trek VI: Das unentdeckte Land (Star Trek VI: The Undiscovered Country)
- 1991: L.A. Story
- 1993: Heart of Darkness (Fernsehfilm)
- 1994: Undercover Cops (Exit to Eden)